# Legea lui Moore

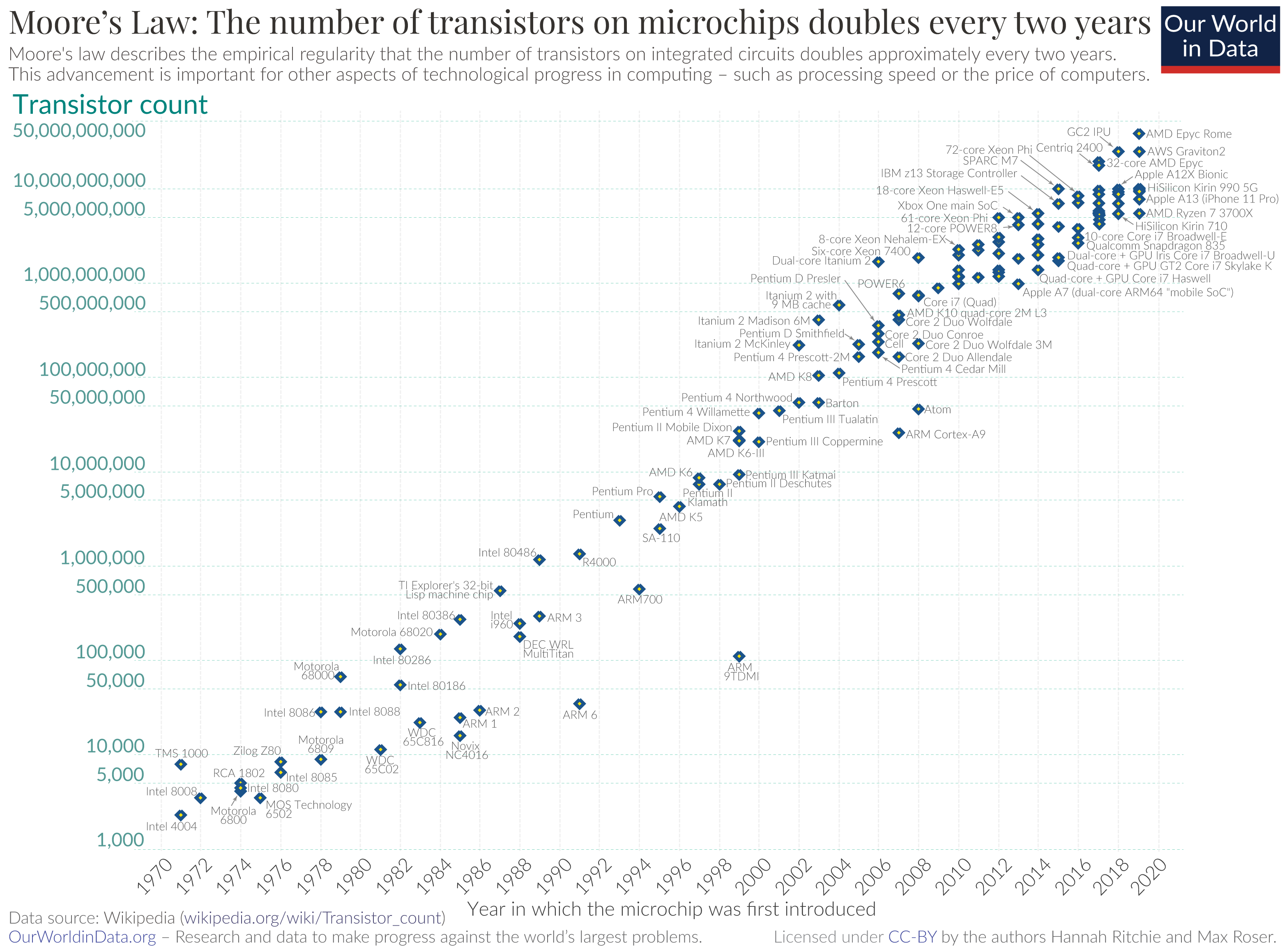
Grafic cu Legea lui Moore

Creșterea capacității hard-disk-urilor în timp

Legea lui Moore descrie o tendință pe termen lung în istoria mașinilor de calcul: numărul de tranzistori care pot fi plasați pe un circuit integrat se dublează aproximativ la fiecare doi ani. Această tendință a continuat de mai bine de o jumătate de secol. Surse din 2005 se așteptau ca această tendință să continue cel puțin până în 2015 sau 2020. Cu toate acestea, în 2010 s-a estimat o încetinire a creșterii la sfârșitul anului 2013, după care se estimează că numărul de tranzistori se va dubla la fiecare 3 ani.

## Legături externe
- Legea lui Moore, după 50 de ani: Omul fără de care Facebook sau iPhone n-ar fi fost posibile, /playtech.ro
- Ce este Legea lui Moore și cum vor fi depășite limitele ei, /playtech.ro